# Монтеризи, Франческо
Франческо Монтеризи (итал. Francesco Monterisi; род. 28 мая 1934, Барлетта, королевство Италия) — итальянский куриальный кардинал и ватиканский дипломат. Титулярный архиепископ Альбы Маритимы с 24 декабря 1982 по 20 ноября 2010. Апостольский пронунций в Корее с 24 декабря 1982 по 11 июня 1993. Апостольский нунций в Боснии и Герцеговине с 11 июня 1993 по 7 марта 1998. Секретарь Конгрегации по делам епископов в Римской курии с 7 марта 1998 по 3 июля 2009. Секретарь Коллегии кардиналов с 7 марта 1998 по 21 октября 2009. Кардинал-дьякон с титулярной диаконией Сан-Паоло-алла-Регола с 20 ноября 2010 по 3 мая 2021. Кардинал-священник с титулярной диаконией pro hac vice Сан-Паоло-алла-Регола с 3 мая 2021.

## Биография
Монтеризи родился в Барлетте, и был рукоположён во священники 16 марта 1957 года. 24 декабря 1982 года, он был назначен апостольским пронунцием в Корее и титулярным архиепископом Альбы Маритимы. Монтеризи получил свою епископскую ординацию 6 января 1983 года, непосредственно, от папы римского Иоанна Павла II, которому помогали Эдуардо Мартинес Сомало и Дурайсами Симон Лурдусами.
Папа римский Иоанн Павел II позднее назвал его апостольским нунцием в Боснии и Герцеговине 11 июня 1993 года, и секретарём Конгрегации по делам Епископов 7 марта 1998 года. Как секретарь, Монтеризи — второе самое высокопоставленное должностное лицо в этой дикастерии, под руководством кардинала Джованни Баттисты Ре. Также он стал секретарём Коллегии кардиналов с 7 марта 1998 года.
В достоинстве своего положения секретаря Коллегии кардиналов, он также служил секретарём Папского Конклава 2005 года, который избрал папу римского Бенедикта XVI.

## Архипресвитер базилики Сан-Паоло фуори Ле Мура
3 июля 2009 года, не так давно после его 75-летия, папа римский Бенедикт XVI назначил архиепископа Монтеризи на пост архипресвитера папской базилики Сан-Паоло фуори Ле Мура как преемника кардинала Андреа Кордеро Ланца ди Монтецемоло, продвигая его по линии возведения его в Священную Коллегию Кардиналов так как это традиция для секретарей Конгрегации по делам епископов. В то же самое время папа римский Бенедикт XVI назначил как преемником архиепископа Монтеризи Мануэла Монтейру де Каштру, апостольского нунция в Испании и Андорре.

## Кардинал
20 октября 2010 года, в ходе генеральной аудиенции, на площади Святого Петра, папа римский Бенедикт XVI объявил о назначении 24 новых кардиналов, среди них и Франческо Монтеризи. Согласно традиции архиепископ Монтеризи будет возведён в сан кардинала-дьякона на этой консистории.
20 ноября 2010 года состоялась консистория на которой кардиналу Франческо Монтеризи была возложена кардинальская шапка и он стал кардиналом-дьяконом с титулярной диаконией Сан-Паоло-алла-Регола. А 21 ноября состоялась торжественная Месса по случаю вручения кардинальских перстней.
23 ноября 2012 года кардинал Франческо Монтеризи покинул пост архипресвитера папской базилики Сан-Паоло фуори Ле Мура, его преемником стал кардинал Джеймс Майкл Харви.
28 мая 2014 года кардиналу Монтеризи исполнилось восемьдесят лет и он потерял право на участие в Конклавах.
3 мая 2021 года возведён в сан кардинала-священника с титулярной диаконией pro hac vice Сан-Паоло-алла-Регола